# Bulbophyllum lemniscatum
Bulbophyllum lemniscatum là một loài phong lan thuộc chi Bulbophyllum.